# Raslay
Raslay is een gemeente in het Franse departement Vienne (regio Nouvelle-Aquitaine) en telt 114 inwoners (2009). De plaats maakt deel uit van het arrondissement Châtellerault.

## Geografie
De oppervlakte van Raslay bedraagt 4,0 km², de bevolkingsdichtheid is dus 28,5 inwoners per km².
De onderstaande kaart toont de ligging van Raslay met de belangrijkste infrastructuur en aangrenzende gemeenten.

## Demografie
Onderstaande figuur toont het verloop van het inwonertal (bron: INSEE-tellingen).

1. ↑  Populations de référence 2022.